# راؤول كيماس
راؤول كيماس (بالإسبانية: Raúl Cimas)‏ هو ممثل إسباني، ولد في 5 نوفمبر 1976 في إسبانيا.

## وصلات خارجية
- راؤول كيماس على موقع IMDb (الإنجليزية)
- راؤول كيماس على موقع قاعدة بيانات الفيلم (الإنجليزية)